# Métro du Sahel
Le Métro du Sahel est une ligne de train omnibus exploitée par la Société nationale des chemins de fer tunisiens dans le centre de la Tunisie.

## Historique

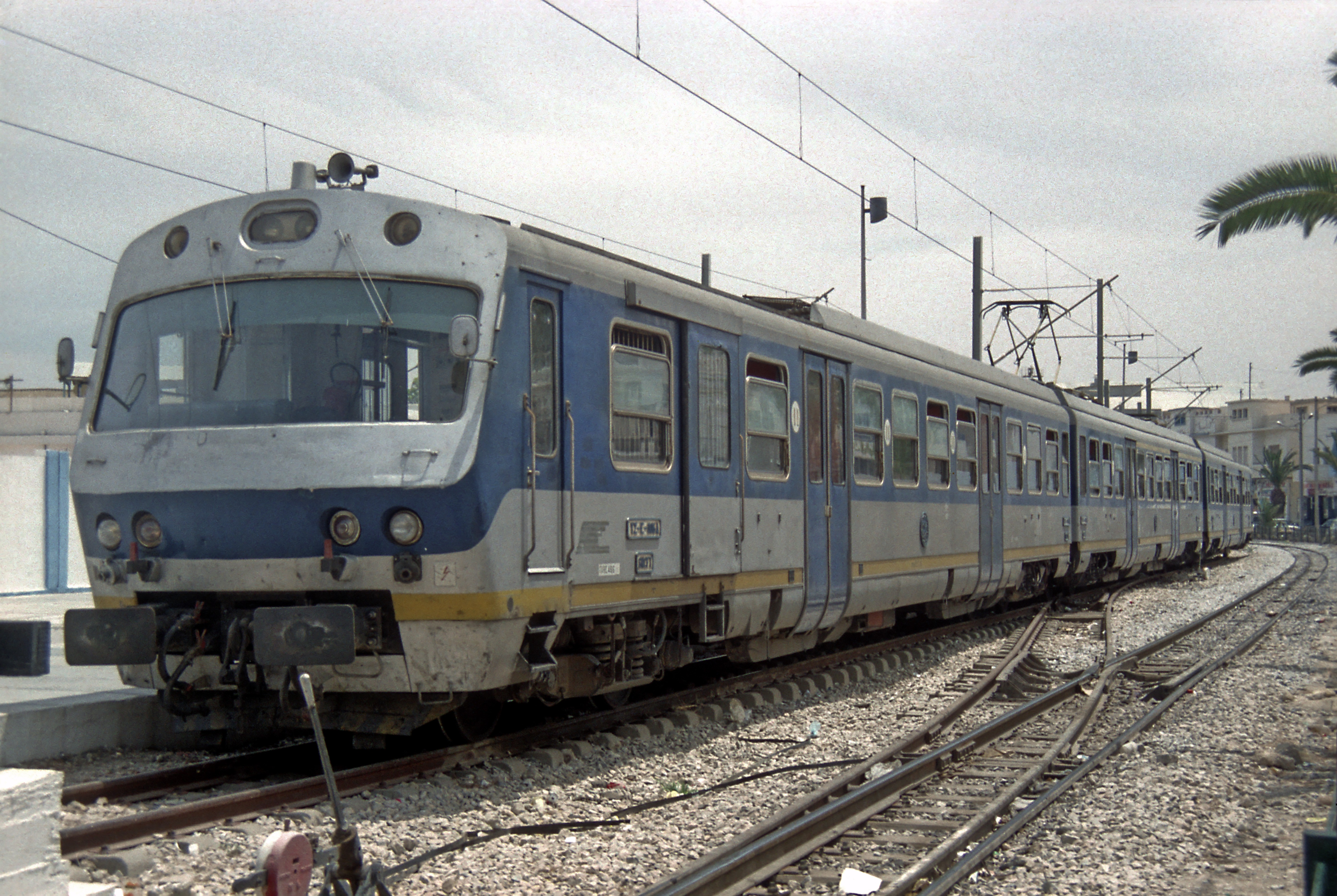
Train original en 1995.

La ligne du Sahel remplace en partie l'ancienne ligne de M'saken, passant par Jemmal et Moknine jusqu'à Mahdia.
Mise en service en 1984 entre Sousse et Monastir, avant d'être prolongée entre Monastir et Mahdia, ses rames sont renouvelées pour la première fois le 17 août 2010.
Un projet prévoit la prolongation de la ligne jusqu'à Sfax en longeant la côte par Ksour Essef et Chebba, portant sa longueur totale à environ 120 kilomètres.

## Stations

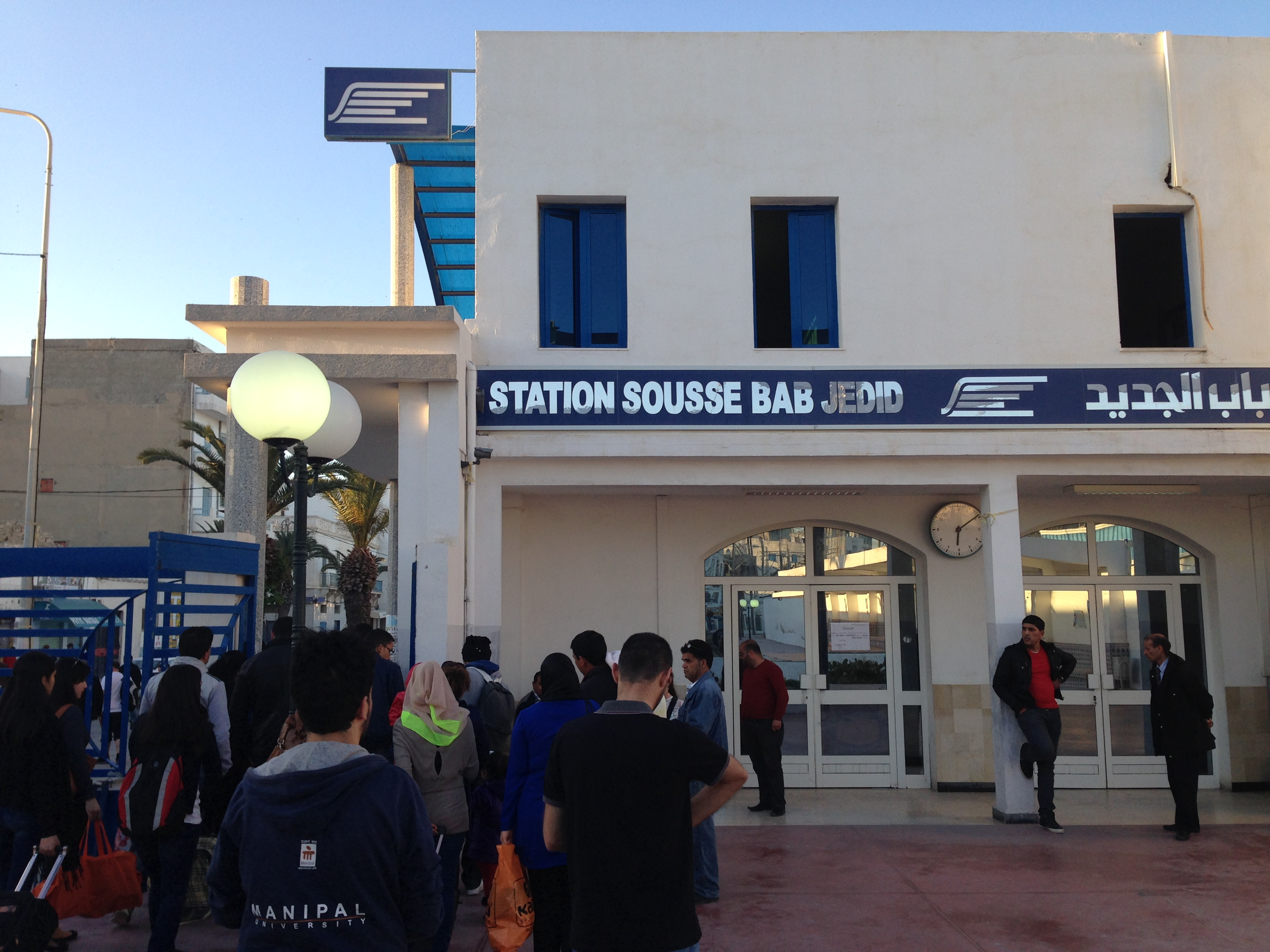
Gare de Sousse-Bab Jedid.

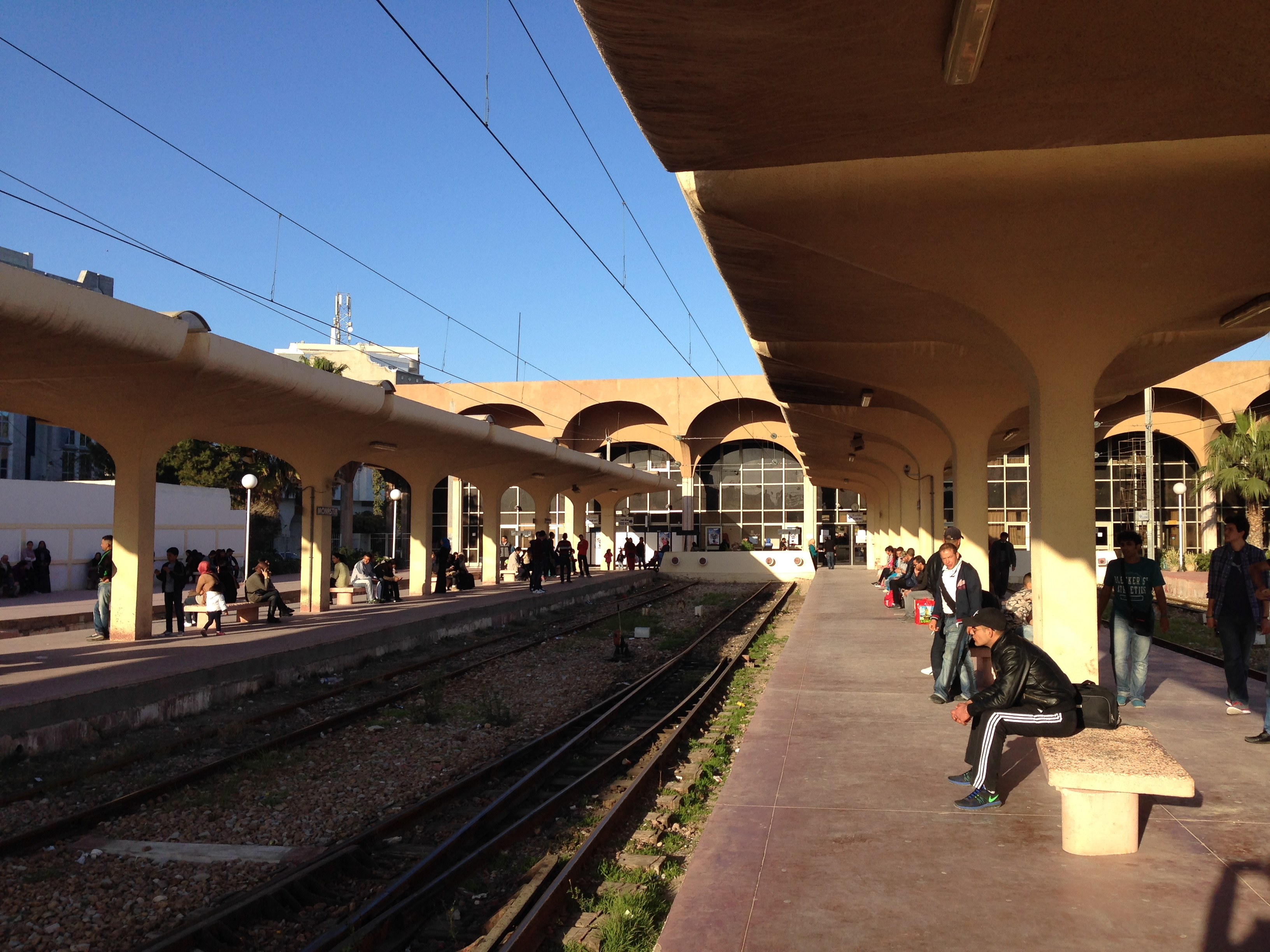
Gare de Monastir.

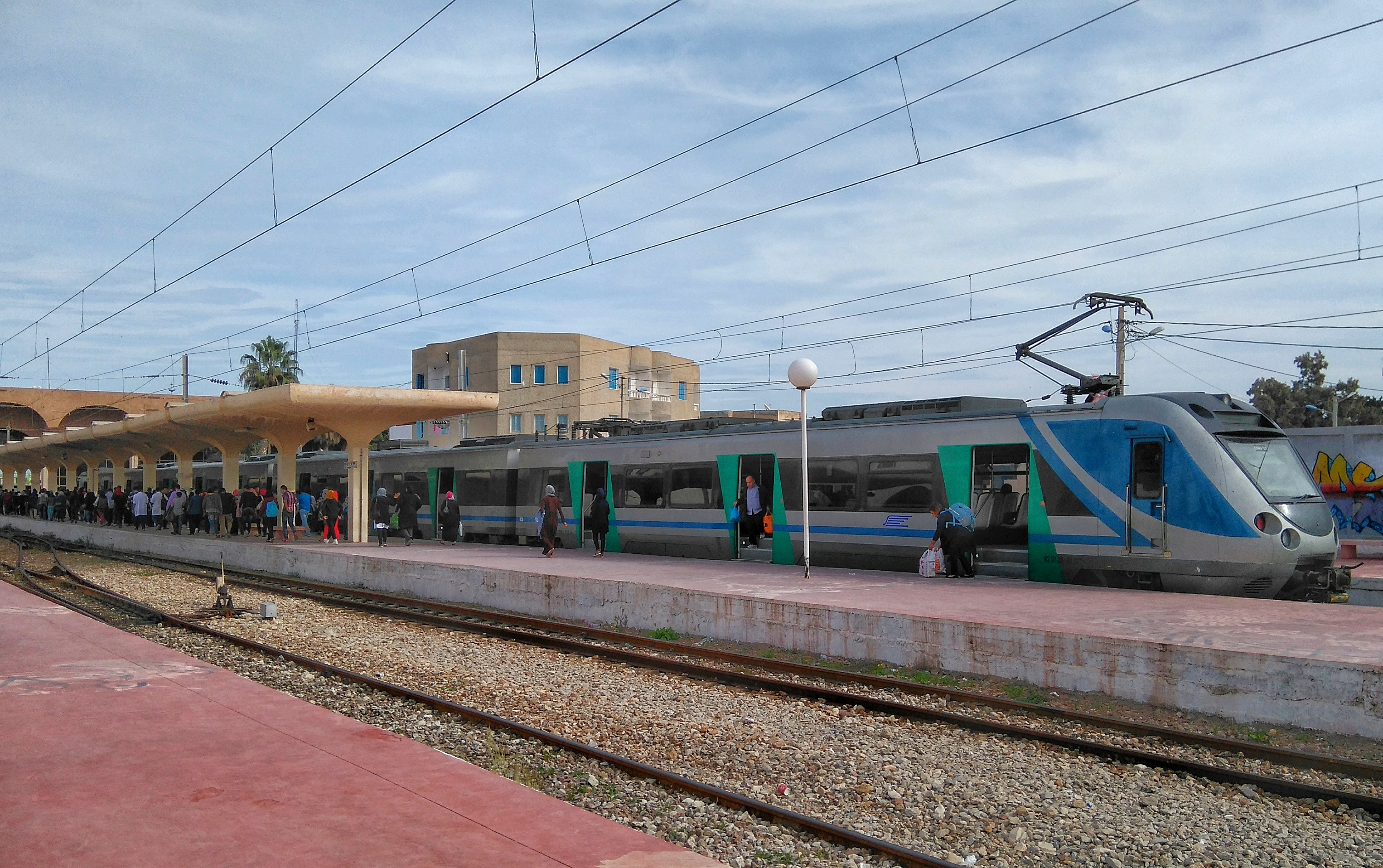
Métro à la gare de Monastir.

Le Métro du Sahel se compose de trente stations, ces stations se trouvant dans trois gouvernorats et douze villes différentes.
|  |   |  | Stations                      | Communes desservies | Correspondance |  |
|  | - |  | ----------------------------- | ------------------- | -------------- |  |
|  | ● |  | Sousse-Bab Jedid              | Sousse              |                |  |
|  | • |  | Sousse-Mohamed V              | Sousse              |                |  |
|  | • |  | Sousse Sud                    | Sousse              |                |  |
|  | • |  | Aig-SS-L22                    | Sousse              |                |  |
|  | • |  | Sousse-Zone indistruelle      | Sousse              |                |  |
|  | • |  | Sahline                       | Sahline             |                |  |
|  | • |  | Sahline-Sebkha                | Sahline             |                |  |
|  | • |  | Les Hôtels Monastir           | Monastir            |                |  |
|  | • |  | Aéroport Skanès-Monastir      | Monastir            | Aéroport       |  |
|  | • |  | La Faculté                    | Monastir            |                |  |
|  | • |  | Monastir                      | Monastir            |                |  |
|  | • |  | Monastir-Zone indistruelle    | Monastir            |                |  |
|  | • |  | Khniss-Bembla                 | Khniss              |                |  |
|  | • |  | Ksiba Bennane                 | Ksibet el-Médiouni  |                |  |
|  | • |  | Bouhjar                       | Bouhjar             |                |  |
|  | • |  | Lamta                         | Lamta               |                |  |
|  | • |  | Sayada                        | Sayada              |                |  |
|  | • |  | Ksar Hellal-Zone indistruelle | Ksar Hellal         |                |  |
|  | • |  | Ksar Hellal                   | Ksar Hellal         |                |  |
|  | • |  | Moknine-Gribaa                | Moknine             |                |  |
|  | • |  | Moknine                       | Moknine             |                |  |
|  | • |  | Téboulba-Zone indistruelle    | Téboulba            |                |  |
|  | • |  | Téboulba                      | Téboulba            |                |  |
|  | • |  | Bekatla                       | Bekalta             |                |  |
|  | • |  | Baghdadi                      | Bekalta             |                |  |
|  | • |  | Mahdia-Zone touristique       | Mahdia              |                |  |
|  | • |  | Sidi Messaoud                 | Mahdia              |                |  |
|  | • |  | Borj Arif                     | Mahdia              |                |  |
|  | • |  | Mahdia-Ezzahra                | Mahdia              |                |  |
|  | • |  | Mahdia                        | Mahdia              |                |  |

## Caractéristiques

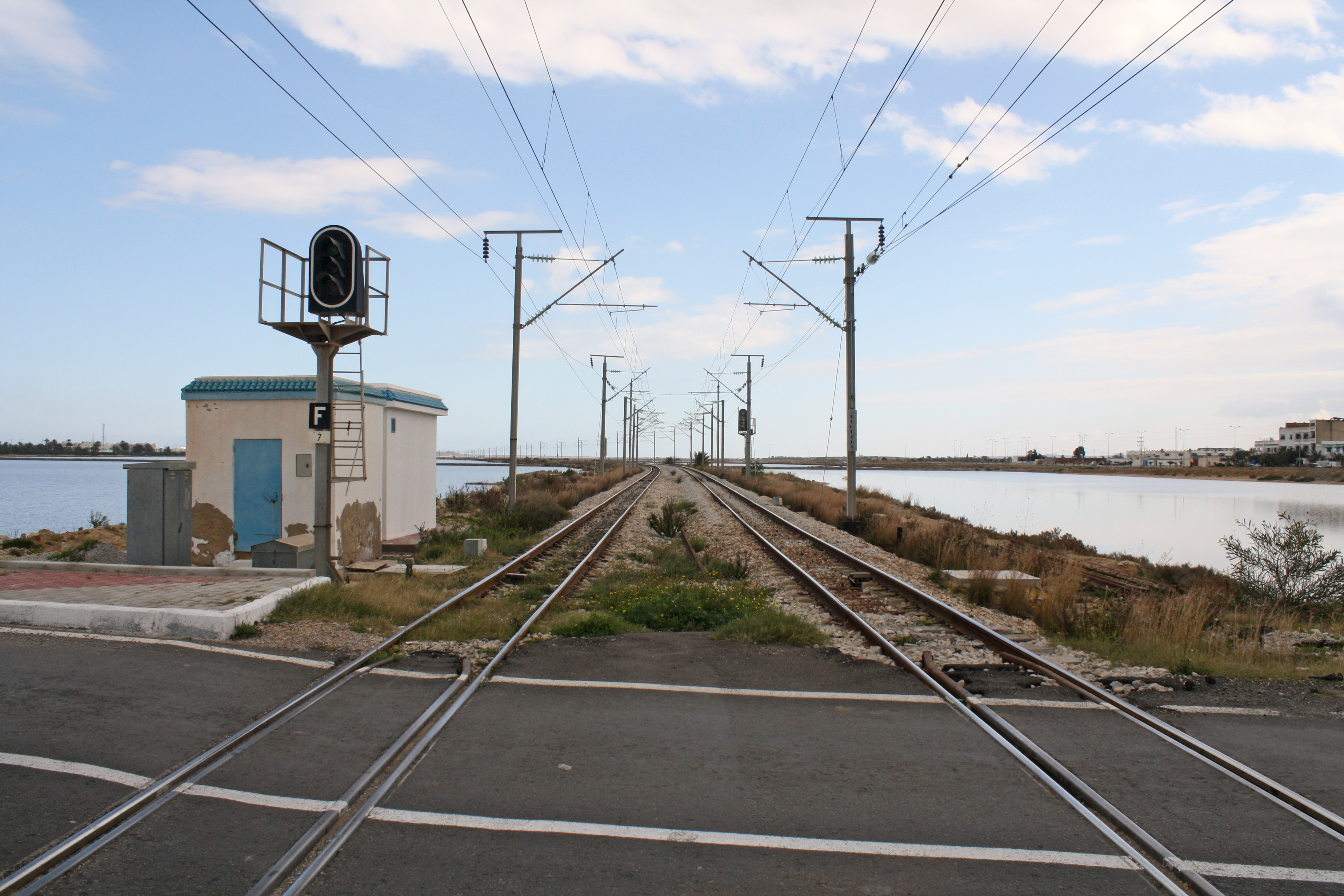
Ligne près de Sahline.

C'est une ligne reliant les gares de Mahdia et Sousse, tout en desservant l'aéroport international de Monastir Habib-Bourguiba. L'infrastructure est constituée d'une voie métrique de 73 kilomètres totalement électrifiée par caténaire en 25 kV 50 Hz,.
| Gouvernorat | Ville              | Stations                                                                                                | Nombres de stations par ville | Nombres de stations par gouvernorat |
| ----------- | ------------------ | --- | ----------------------------- | ----------------------------------- |
| Sousse      | Sousse             | Sousse-Bab Jedid Sousse-Mohamed V Sousse Sud Aig-SS-L22 Sousse-Zone industrielle Sahline Sahline-Sebkha | 7                             | 7                                   |
| Monastir    | Monastir           | Les Hôtels Monastir Aéroport Skanès-Monastir La Faculté Monastir Monastir Monastir-Zone industrielle    | 5                             | 18                                  |
| Monastir    | Khniss             | Khniss-Bembla                                                                                           | 1                             | 18                                  |
| Monastir    | Ksibet el-Médiouni | Ksiba Bennane                                                                                           | 1                             | 18                                  |
| Monastir    | Bouhjar            | Bouhjar                                                                                                 | 1                             | 18                                  |
| Monastir    | Lamta              | Lamta                                                                                                   | 1                             | 18                                  |
| Monastir    | Sayada             | Sayada                                                                                                  | 1                             | 18                                  |
| Monastir    | Ksar Hellal        | Ksar Hellal-Zone industrielle Ksar Hellal                                                               | 2                             | 18                                  |
| Monastir    | Moknine            | Moknine-Gribaa Moknine                                                                                  | 2                             | 18                                  |
| Monastir    | Téboulba           | Téboulba-Zone industrielle Téboulba                                                                     | 2                             | 18                                  |
| Monastir    | Bekalta            | Bekalta Baghdadi                                                                                        | 2                             | 18                                  |
| Mahdia      | Mahdia             | Mahdia-Zone touristique Sidi Messaoud Borj Arif Mahdia-Ezzahra Mahdia                                   | 5                             | 5                                   |

## Matériel roulant
En 2010, des rames sud-coréennes ont été livrées pour remplacer les anciennes rames YZ-E-001 A avec des rames plus modernes.
| Image | Série      | Constructeur  | Utilisation | Véhicules par rame |
| ----- | ---------- | ------------- | ----------- | ------------------ |
|       | YZ-E-001 A | Ganz MÁVAG    | 1984-2010   | 1                  |
|       | Rotem      | Hyundai Rotem | depuis 2010 | 2                  |

## Informations pratiques
Les 46 trains qui circulent sur la ligne effectuent plusieurs fois par jour le trajet en 1 h 30 (soit trente minutes entre Sousse et Monastir et une heure entre Monastir et Mahdia). En 2009, ils transportent 8,6 millions de voyageurs dont plus de 60 % d'élèves et d'étudiants.
Avec une fréquence moyenne de quarante minutes, le métro du Sahel assure quotidiennement 44 trajets programmés entre 5 heures et 22 h, garantissant ainsi le transport de plus de neuf millions de voyageurs par an avec une moyenne de 27 000 voyageurs journaliers.